# モーリシャス関係記事の一覧
モーリシャス関係記事の一覧（モーリシャスかんけいきじのいちらん）は、モーリシャスに関係する記事の一覧である。独立前の関係記事も取り扱う。

## モーリシャス関係記事
50音順に配列されている。

### 記号
- .mu(ccTLD)

### あ行
- アープラヴァシ・ガート（建造物群・世界遺産）
- アガレガ諸島（諸島）
- アヌルード・ジュグノート（大統領）
- イギリス（旧宗主国）
- イギリス連邦（国家連合）
- 印僑（民族）
- インド洋（海洋）
- 英語（言語）
- 英連邦王国（国家形態）

### か行
- 華人（民族）
- カルガドス・カラホス諸島（諸島）
- キリスト教（宗教）
- クレオール（民族）
- クレオール語（言語）

### さ行
- サッカーモーリシャス代表（サッカー）
- シウサガル・ラングーラム（首相）
- スタッド・ジェルマン・コマルモン（競技場）

### た行
- タミル語（言語）
- チャゴス諸島（イギリス領の諸島）
- テルグ語（言語）
- ドードー（鳥）

### な行
- ナヴィン・ラングーラム（首相）

### は行
- バンブース（村）
- ビハール（インド移民の出身地）
- ヒンディー語（言語）
- ヒンドゥー教（宗教）
- フランス語（言語）
- ポートルイス（首都）
- ポルトガル語（言語）

### ま行
- マウリッツ (オラニエ公)（モーリシャスの語源）
- マスカリン諸島（諸島）
- モーリシャス（国）
- モーリシャス大学（大学）
- モーリシャスの国旗（国旗）
- モーリシャスの大統領（大統領の一覧）
- モーリシャスの行政区画（行政区画の一覧）
- モーリシャス経済開発委員会（英語版）（同国の機関の一つで、経済開発に関する部署などを担っている）
- モーリシャス警察隊（警察・準軍事組織）
- モーリシャスクイナ（鳥）
- モーリシャスチョウゲンボウ（鳥）
- モーリシャスルリバト（鳥）
- モーリシャス・ルピー（通貨）
- モーリシャス島（島）
- モーリシャス時間（標準時）
- モーリシャス社会主義運動（政党）
- モーリシャス航空（航空会社）

### や・ら・わ行
- ル・モーリシャン（新聞）
- ル・モーン・ブラバン（半島・世界遺産）
- ロドリゲス島（島）
- ロンド島 (島)